# Каплун, Виктор Григорьевич
Виктор Григорьевич Каплун (род. 5 мая 1958, Запорожье, Украинская ССР, СССР) — советский футболист, защитник, мастер спорта международного класса (1980).

## Биография
В первенстве СССР выступал за харьковский «Металлист» (1976—1977, 1982—1984) и «Динамо» Киев (1978—1981), в составе которого стал чемпионом страны в 1980 и 1981 годах, бронзовым призёром в 1979 году.
14 мая 1981, после заседания президиума Федерации футбола СССР по итогам «странного» матча между «Динамо» (Киев) и ЦСКА (состоялся 5 мая 1981 и транслировался на всю страну), отчислен из "Динамо" с формулировкой «за нарушение спортивного режима».
4 декабря 1980 года сыграл один гостевой товарищеский матч в составе сборной СССР против Аргентины. 26 мая 1983 провёл матч за олимпийскую сборную.

## Достижения
- Чемпион СССР: 1980 (в составе «Динамо» Киев)
- Бронзовый призёр чемпионата СССР: 1979 (в составе «Динамо» Киев)
- Финалист Кубка СССР по футболу 1983 года (в составе «Металлиста»)
- Чемпион мира среди юниоров: 1977
- Чемпион Европы среди молодёжных команд: 1980
- В списках 33-х лучших футболистов СССР 2 раза: № 2 — 1978, 1980.